# Rispige Schwertpflanze
Die Rispige Schwertpflanze (Echinodorus paniculatus) ist eine Pflanzenart aus der Familie der Froschlöffelgewächse (Alismataceae).

## Beschreibung
Es handelt sich um eine mittelgroße bis große und kräftig wachsende mehrjährige krautige Pflanze, die Rhizome ausbildet. Die langgestielten und sehr schmalen elliptischen Blätter wachsen aus einer Rosette hervor. Die Blattoberseite ist hellgrün.

## Vorkommen
Das natürliche Verbreitungsgebiet dieser Sumpfpflanze ist Mittel- und Südamerika. Sie kommt vom östlichen Mexiko bis Argentinien und Paraguay vor.

## Nutzung
Wie die meisten anderen Arten der Gattung der Schwertpflanzen zählt auch die Rispige Schwertpflanze zu den beliebten Aquarienpflanzen. Sie gilt als anspruchslos, bildet allerdings sehr schnell Luftblätter aus. Sie eignet sich als Mittel- und Hintergrund- sowie für Gruppenpflanzungen. Aquarien sollten etwa einhundertfünfzig Liter fassen.